# Sal Mosca

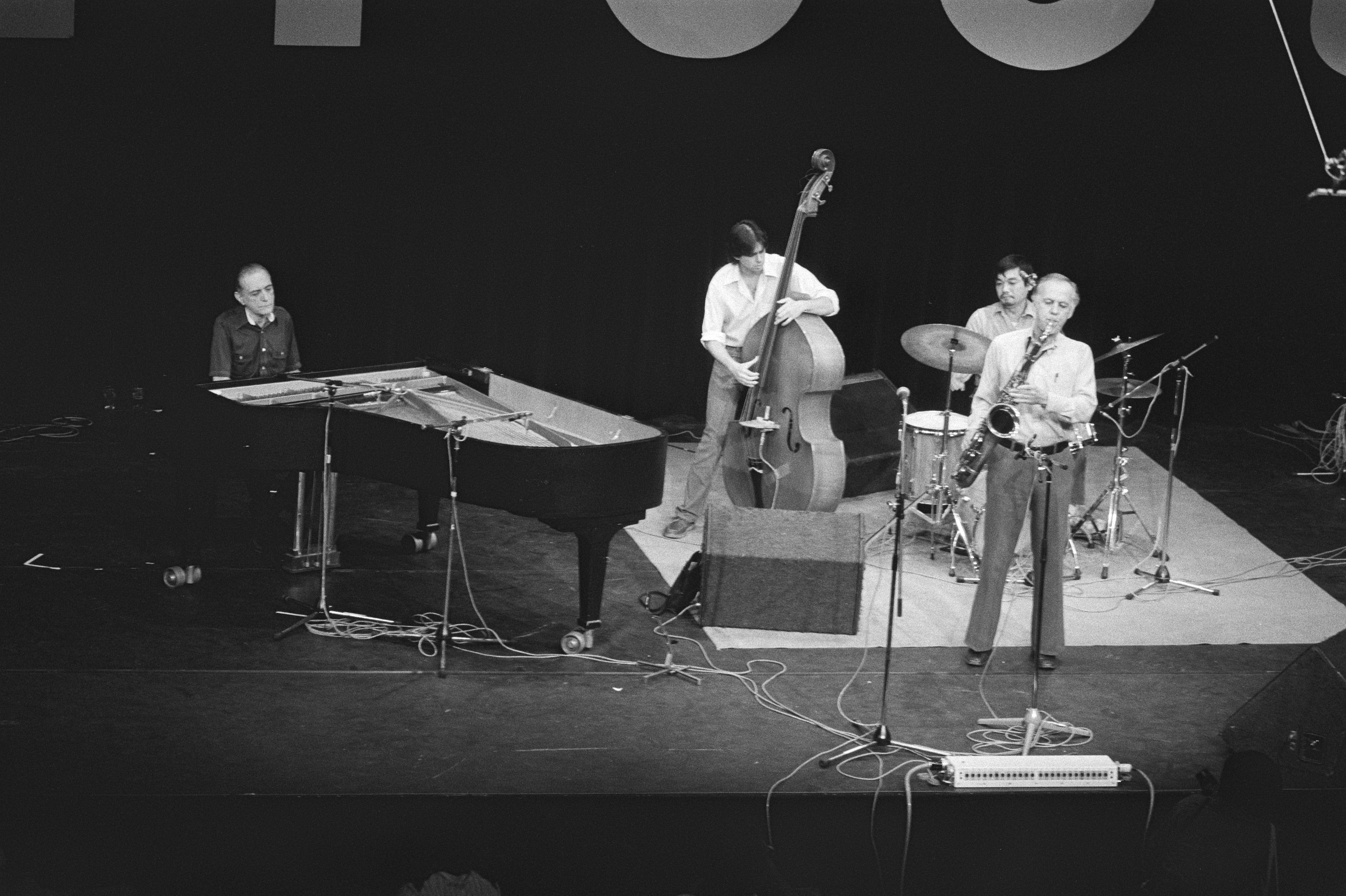
Sal Mosca (Links) in 1983

Salvatore Joseph „Sal“ Mosca (* 27. April 1927 in Mount Vernon, N.Y.; † 28. Juli 2007 in White Plains) war ein US-amerikanischer Jazz-Pianist des Cool Jazz.
Sal Mosca studierte bei Lennie Tristano und am New York College of Music. Er begann 1949 mit Lee Konitz und Warne Marsh zu arbeiten. Seine stark von Tristano beeinflusste Spielweise ist auf vielen Konitz-Platten der 1950er Jahre zu hören. Ansonsten war er überwiegend als freischaffender Musiker tätig, spielte jedoch auch mit Saxie Dowell 1947 und hatte 1959 ein eigenes Duo. Die meiste Zeit seiner Karriere unterrichtete er (u. a. Billy Lester) und war seit 1992 hinsichtlich Auftritten und Plattenaufnahmen relativ inaktiv; 2004 und 2005 erschienen jedoch zwei letzte CDs.

## Diskographie (Auswahl)
als Leader
- A Concert (Jazz Records, 1979) solo
- Sal Mosca / Warne Marsh Quartet Vol. 1 (Zinnia, 1981)
- Sal Mosca / Warne Marsh Quartet Vol. 2 (Zinnia, 1981)
- Thing-Ah-Majig (Zinnia, 2004)

als Sideman
- Lee Konitz: Subconscious-Lee (OJC, 1947–50)
- Miles Davis: Conception (Prestige Records, 1951)
- Lee Konitz With Warne Marsh (Atlantic, 1955)
- Peter Ind: Looking Out (Wave, 1958)
- Wayne Marsh: The Unsung Cat – The Life & Music Of Warne Marsh (Storyville, 1944–1985)
- Jimmy Halperin: Psalm (Zinia, 1997)

## Lexikalischer Eintrag
- Martin Kunzler: Jazz-Lexikon, Reinbek, Rowohlt 1988
- Bielefelder Katalog Jazz, 2001
- Richard Cook, Brian Morton: The Penguin Guide to Jazz on CD. 6. Auflage. Penguin, London 2002, ISBN 0-14-051521-6.